# Залевський Болеслав Миколайович
Болеслав Миколайович Залевський (вересень 1896, м. Бар, Подільська губернія — квітень 1945) — підполковник Армії УНР.

## Життєпис

Студенти Української господарської академії в Подєбрадах, зліва направо сидять: Архип Кмета, Андрій Глувківський, Євген Ґловінський, Володимир Шевченко і Болеслав Залевський. Стоять: Іван Зварич, Стах Васьківський, Євген Чернявський і Спиридон Довгаль.

Народився у м. Бар Подільської губернії. Останнє звання у російській армії — прапорщик.
Від 1918 р. служив в Окремій Запорізькій дивізії Армії УНР, згодом — Армії Української Держави.
У 1920—1921 рр. — командир 5-го Богданівського куреня 2-ї Запорізької бригади 1-ї Запорізької дивізії Армії УНР.
Від 1923 р. жив на еміграції в Польщі. У 1928 р. закінчив агрономічний відділ Української господарської академії в Подєбрадах.
У 1943 р. вступив до Дивізії СС «Галичина».
У 1944—1945 рр. служив сотником у 2-му батальйоні 31-го полку цієї дивізії.
Загинув у бою під Катцендорфом, Австрія.